# Agusta A129 Mangusta
Agusta A129 Mangusta (angleško Mongoose) je italijanski dvomotorni jurišni helikopter. Zasnovalo in izdelovalo ga je podjetje Agusta, nadaljnje ga razvija  AgustaWestland. Velja za prvi jurišni helikopter zasnovan in izdelan v Evropi. A129 je bil uveden v 1990ih in je bil prisoten v nekaterih konfliktih.
Turško podjetje Turkish Aerospace Industries (TAI) razvija TAI/AgustaWestland T-129 ATAK, AgustaWestland je bil glavni partner na T-129.
Leta 1972 je Italijanska vojska hotela lahko opazovalni in jurišni helikopter. Podobno željo so imel tudi Nemci in tako so ustanovili novo podjetje z [Agusta]]-o in MBB, ki pa ni trajalo dolgo.
Agusta je sprva začela razvijati vojaški helikopter na bazi A109, potem so začeli z novim dizajnom.
A129 je prvič poletel 11. septembra 1983. Italijsnka vojska je kupila skupaj 60 helikopterjev.
Leta 1986 so vlade Italije, Nizozemske, Španije in Združenega kraljestva začeli študijo o razvoju bolj sposobne verzije A129, ki so jo poimenovali Joint European Helicopter Tonal. Tonal naj bi imel močnejše motorje, nov rotorskih sistem, uvljačljivo podvozje, novejše bojne senzorje in večji bojni tovor. Projekt so preklicali leta 1990, ko so Britanija in Nizozemska naročili AH-64 Apache. Španija je potem pozneje kupila Eurocopter Tiger.

## Tehnične specifikacije
- Posadka: 2 (pilot in operater orožja)
- Dolžina: 12,28 m (40 ft 3 in)
- Premer rotorja: 11,90 m (39 ft 1 in)
- Višina: 3,35 m (11 ft 0 in)
- Površina rotorja: 111,22 m² (1 197,25 ft²)
- Prazna teža: 2 530 kg (5 575 lb)
- Maks. vzletna teža: 4 600 kg (10 140 lb)
- Motorji: 2 × Rolls-Royce Gem 2-1004D (licenčno izdelani pri Piaggio-u) turbogredni, 664 kW (890 KM) vsak
- Rotor: 4 kraki

- Maks. hitrost: 278 km/h (148 vozlov, 170 mph)
- Potovalna hitrost: 229 km/h (135 vozlov, 155 mph)
- Dolet: 510 km (275 nm, 320 mi)
- Največji dolet: 1 000 km (540 nm, 620 mi)
- Višina leta (servisna): 4 725 m (15 500 ft)
- Hitrost vzpenjanja: 10,2 m/s (2 025 ft/min)

- Orožje
- Topovi: 1× 20 mm (0.787 in) M197 tri cevnit  Gatling (500 nabojev) in sistem TM197B Light Turreted Gun System; možnost dodatne strojnice 12.7 mm (.50 in)
- Nevodljive rakete: 4 nosilci za 38× 81 mm (3,19 in) ali 76× 70 mm (2,75 in)
- Vodljive rakete: 8× AGM-114 Hellfire or BGM-71 TOW anti-tank rakete in 4-8× AIM-92 Stinger ali Mistral protiletalske rakete